# Svartgrundet, Jakobstad
Svartgrundet är en ö i Finland. Den ligger i Bottenviken och i kommunen Jakobstad i den ekonomiska regionen  Jakobstadsregionen i landskapet Österbotten, i den västra delen av landet. Ön ligger omkring 83 kilometer nordöst om Vasa och omkring 410 kilometer norr om Helsingfors.
Öns area är 15,8 hektar och dess största längd är 0,7 kilometer i nord-sydlig riktning. I omgivningarna runt Svartgrundet växer i huvudsak blandskog.